# Panupol Sujjayakorn
Panupol Sujjayakorn (né en 1984) est un joueur thaï de Scrabble. Il a notamment remporté le Championnat du monde de Scrabble anglophone en 2003, et est ainsi le premier joueur qui n'a pas l'anglais comme langue maternelle à avoir remporté le championnat du monde.
Champion de Thaïlande en 2002, il a remporté ses 8 premières parties au championnat du monde de 2003 et 18 de ses 21 premières parties, avant de perdre les 3 dernières parties et se qualifier pour la finale avec 18 victoires sur 24. Son adversaire était Pakorn Nemitrmansuk, également de Thaïlande. Après 5 manches ils étaient à égalité 2 à 2 mais c'est Panupol qui a remporté la dernière manche décisive pour devenir le premier champion du monde de Scrabble anglophone venant d'un pays non anglophone.
En 2005 il a disputé le championnat des États-Unis et a gagné 14 parties sur 15 avant de perdre 6 de ses 13 dernières parties. Malgré cela, il s'est qualifié pour la finale et menait 2 manches à 0, mais c'est son adversaire Dave Wiegand qui a remporté les 3 dernières manches pour devenir le champion des États-Unis.

## Palmarès
- Or : Championnat du monde 2003
- Or : Brand's Crossword game King's Cup 2005
- Argent  : North-American Scrabble Championship 2005
- Argent  :  Brand's Crossword game King's Cup 2014
- Argent  :  Brand's Crossword game King's Cup 2018
- Bronze :  Brand's Crossword game King's Cup 2003
- Bronze :  Causeway Challenge 2004

| Année | World SC | King's Cup | North American SC | Causeway |
| ----- | -------- | ---------- | ----------------- | -------- |
| 2001  |          | 16e        |                   |          |
| 2002  |          | 12e        | 9e                |          |
| 2003  | Or       | Bronze     |                   |          |
| 2004  |          | 8e         | 23e               | Bronze   |
| 2005  | 16e      | Or         | Argent            |          |
| 2006  |          | 6e         | 24e               | 9e       |
| 2007  | 50e      | 7e         | 9e                | 13e      |
| 2008  |          | 34e        | 10e               |          |
| 2009  | ___      | 8e         | 10e               | 7e       |
| 2010  |          | 24e        | ___               |          |
| 2011  | ___      | ___        | ___               |          |
| 2012  |          | ___        | ___               |          |
| 2013  | ___      | ___        | ___               |          |
| 2014  | ___      | Argent     | ___               |          |
| 2015  |          | 11e        | 4e                |          |
| 2016  | ___      | 4e         | 13e               |          |
| 2017  | ___      | 5e         | ___               |          |
| 2018  | ___      | Argent     | ___               | 8e       |